# Marcus Westerlind
Pär Marcus Westerlind (Gotemburgo, 15 de diciembre de 1969) es un deportista sueco que compitió en vela en la clase 470.
Ganó dos medallas de bronce en el Campeonato Mundial de 470, en los años 1994 y 1997, y una medalla de oro en el Campeonato Europeo de 470 de 1993.

## Palmarés internacional
| \| Campeonato Mundial \| Campeonato Mundial \| Campeonato Mundial \| Campeonato Mundial \| \| Año \| Lugar \| Medalla \| Clase \| \| ------------------ \| ---------------------- \| ------------------ \| ------------------ \| \| 1994 \| Helsinki (Finlandia) \| Medalla de bronce \| 470 \| \| 1997 \| Tel Aviv (Israel) \| Medalla de bronce \| 470 \| \| Campeonato Europeo \| \| \| \| \| Año \| Lugar \| Medalla \| Clase \| \| 1993 \| Breitenbrunn (Austria) \| Medalla de oro \| 470 \| |                        |                   |       |
| Campeonato Mundial |                        |                   |       |
| Año | Lugar                  | Medalla           | Clase |
| 1994 | Helsinki (Finlandia)   | Medalla de bronce | 470   |
| 1997 | Tel Aviv (Israel)      | Medalla de bronce | 470   |
| Campeonato Europeo |                        |                   |       |
| Año | Lugar                  | Medalla           | Clase |
| 1993 | Breitenbrunn (Austria) | Medalla de oro    | 470   |